# 1. Kärntner Fischereimuseum

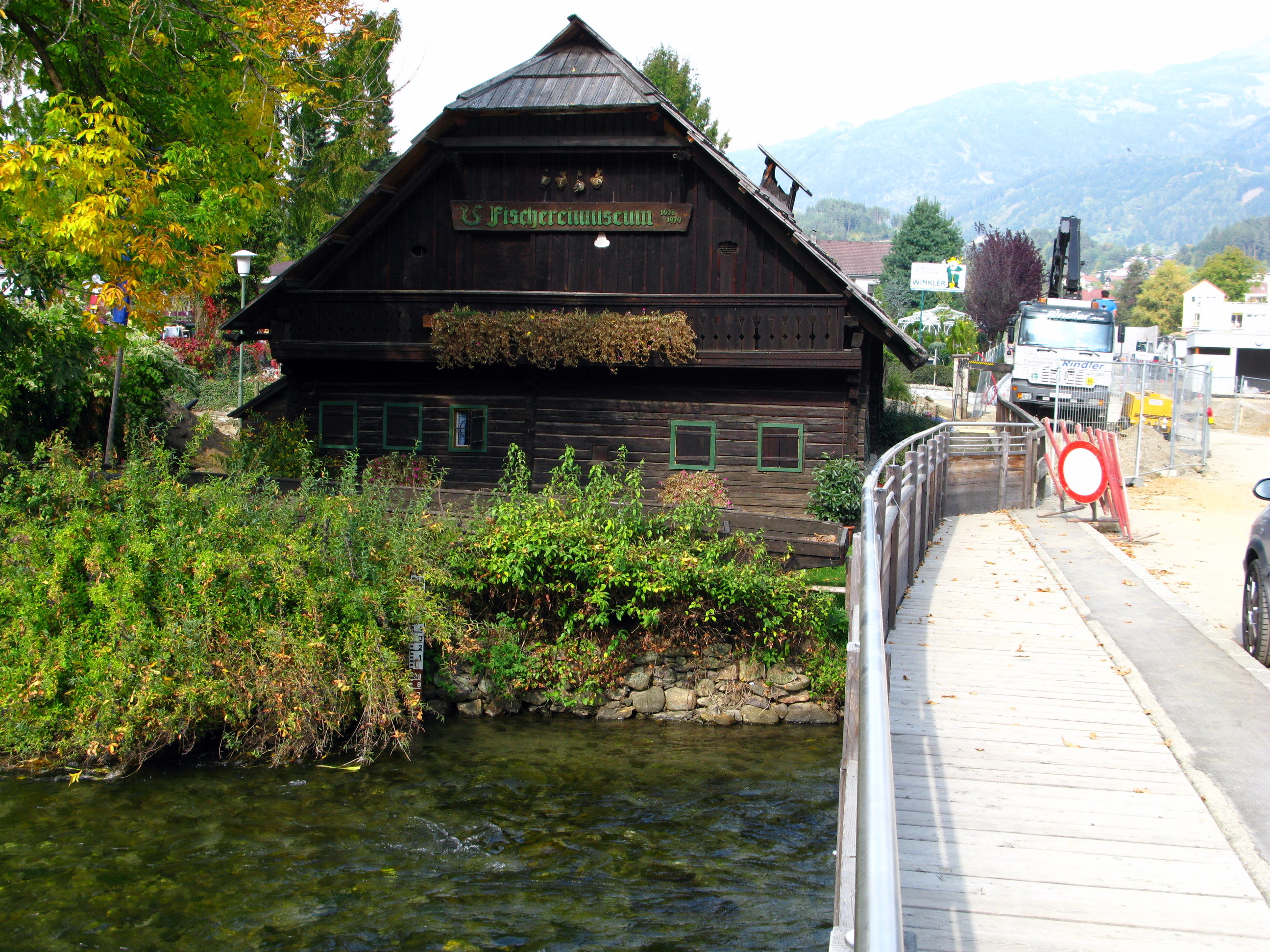
1. Kärntner Fischereimuseum

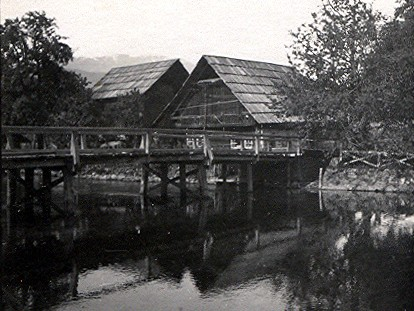
Brugger-Haus etwa um 1920

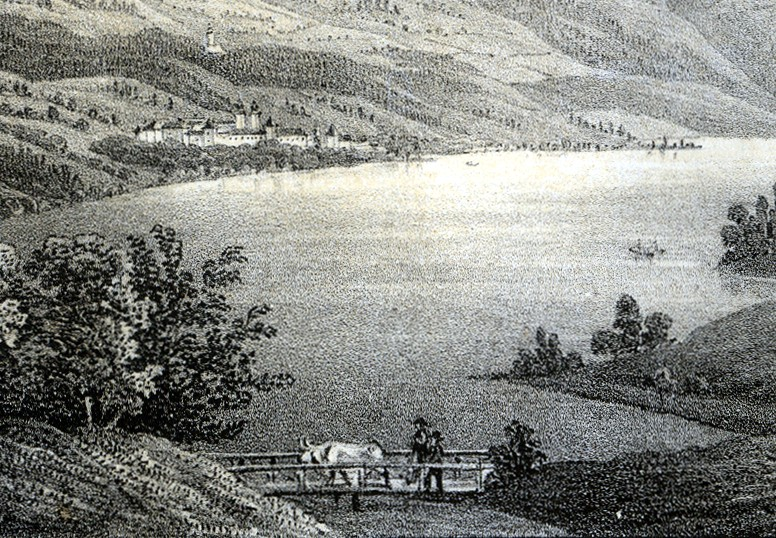
Ausfluss des Millstätter Sees um 1845

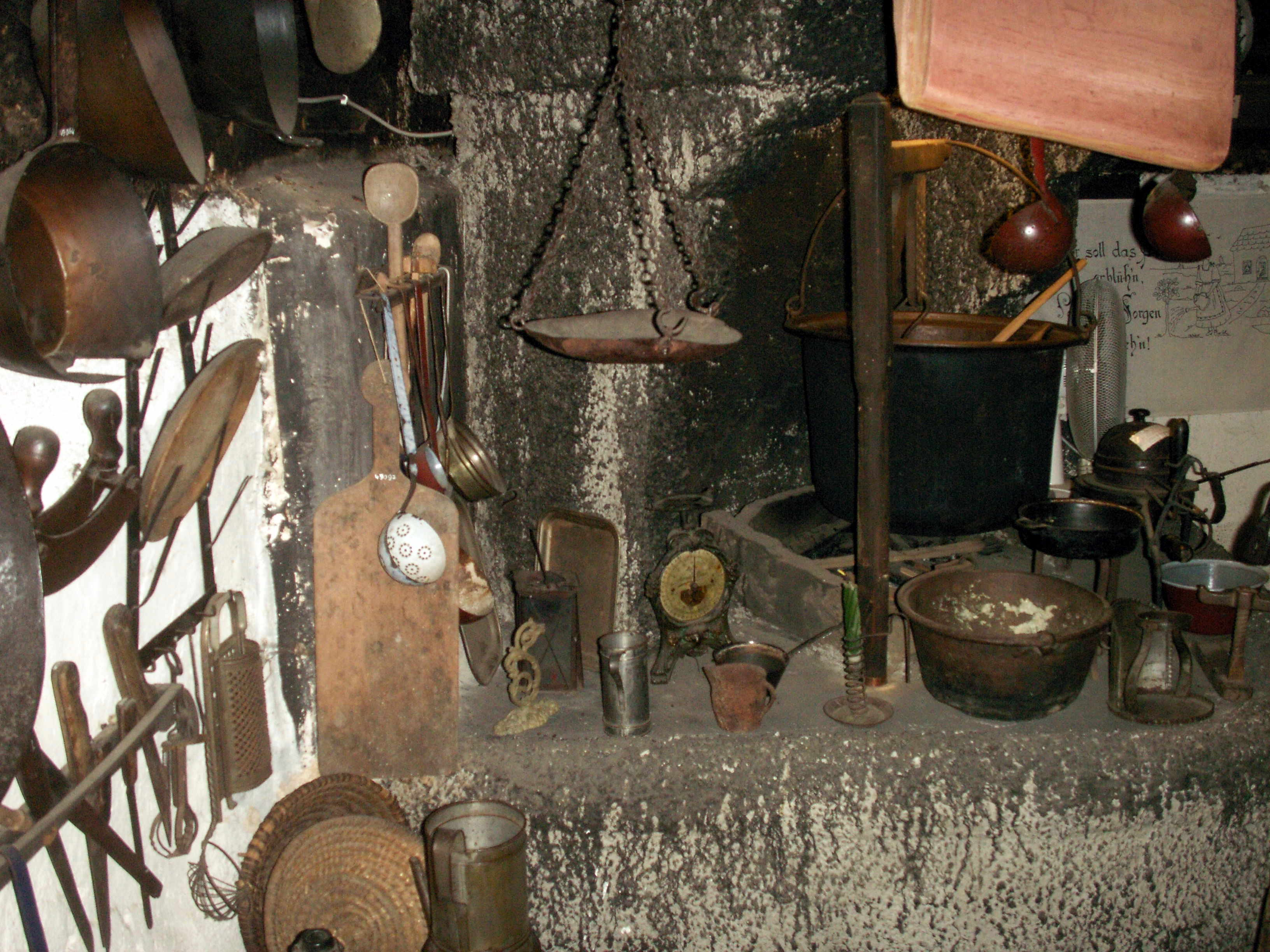
Rauchkuchl im Museum

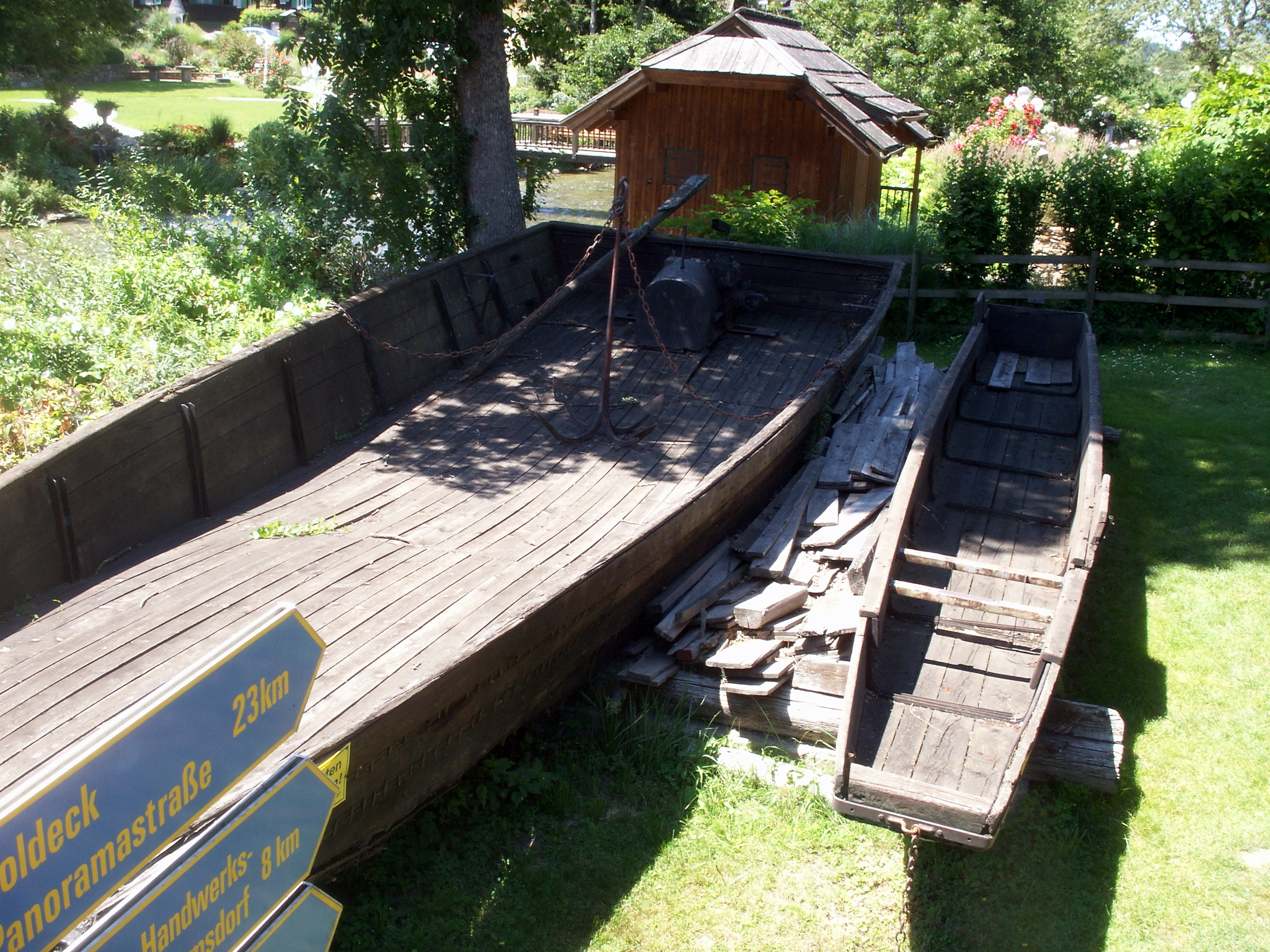
Links die letzte Plätte vom Millstätter See, 2010 von der Gemeinde Seeboden „entsorgt“

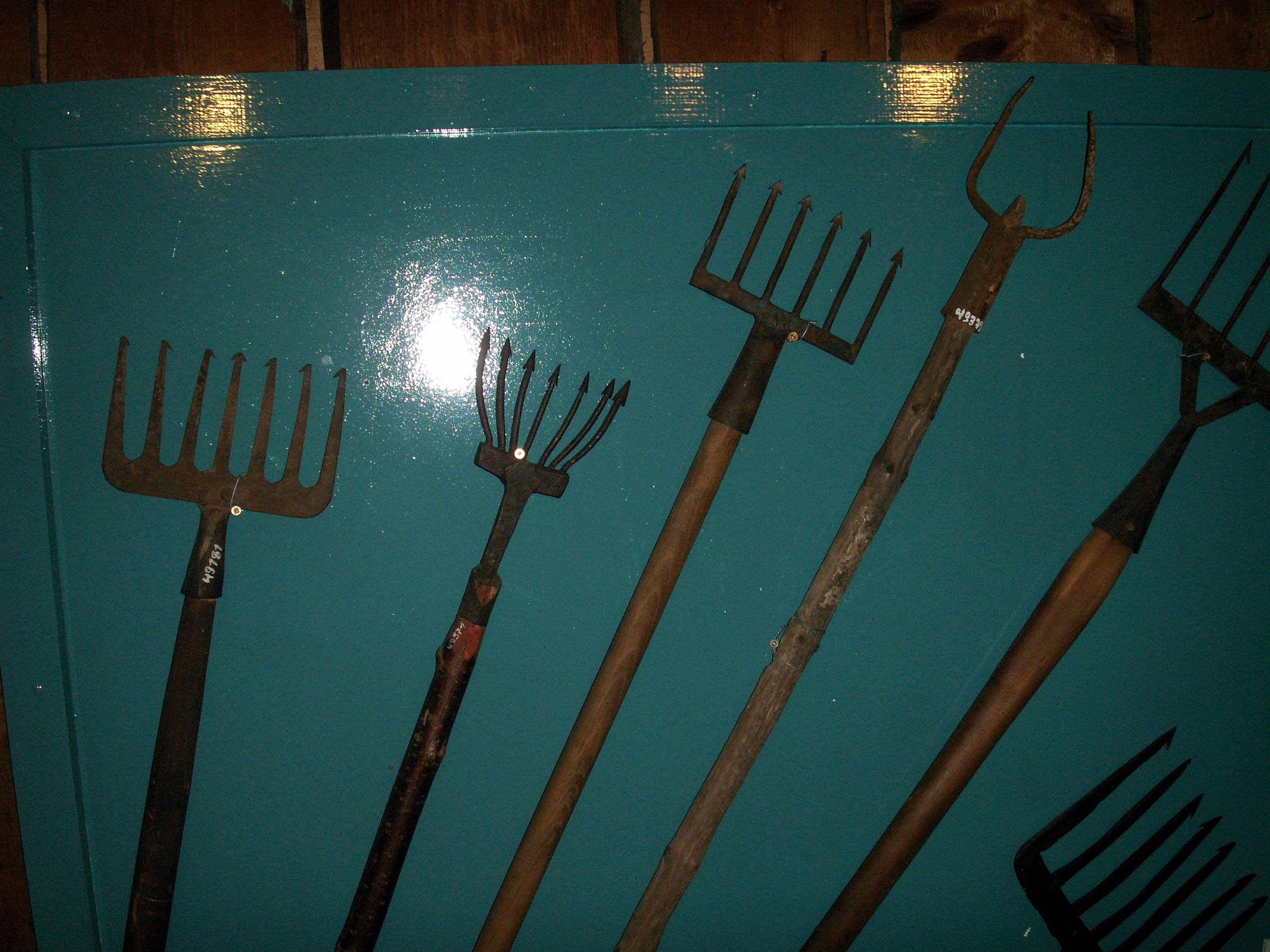
Fisch-Stecher zum Raubfischen

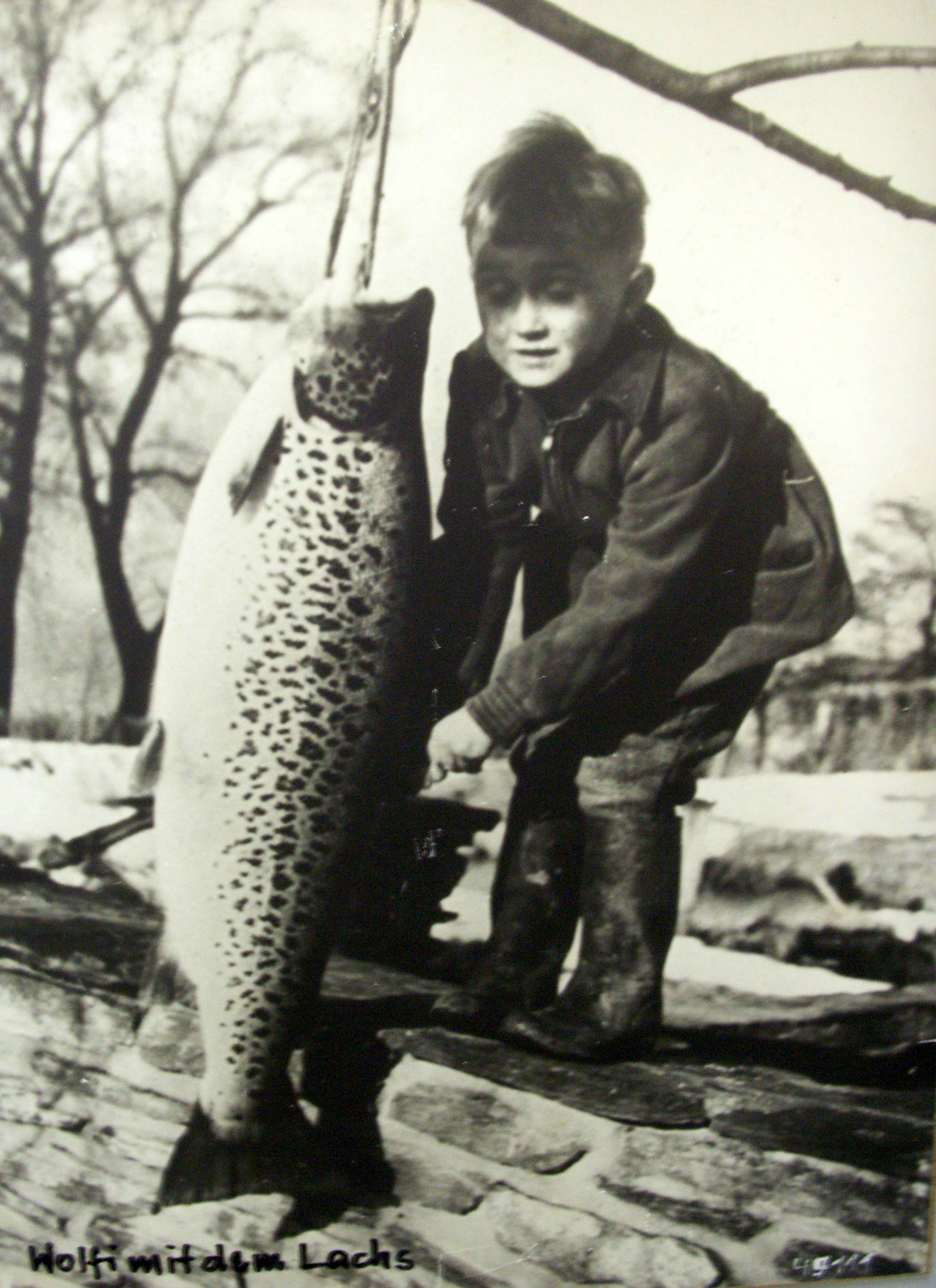
Einer der letzten Lachse

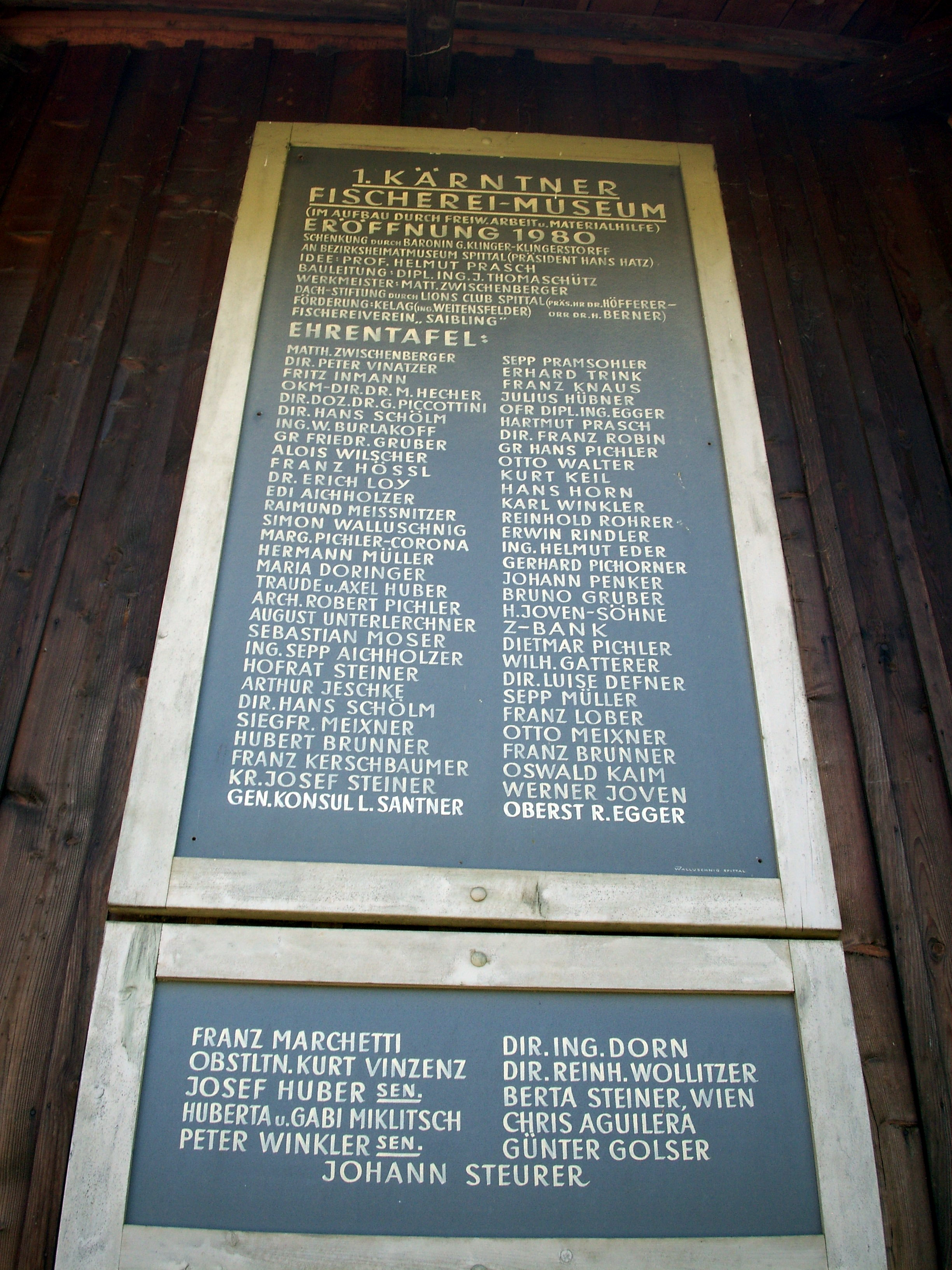
Danksagung für Sach-, Geld- und Arbeitsspenden

Das 1. Kärntner Fischereimuseum ist ein seit 1980 bestehendes Museum im österreichischen Bundesland Kärnten in der westlichen Bucht des Millstätter Sees im Ortsteil Wirlsdorf in Seeboden. Nach einer vorübergehenden Schließung 2009 bis Mitte 2011 ist das Museum nun wieder geöffnet.

## Das Brugger-Haus
Das Brugger-Haus in der Seebodner Bucht mit dem 1. Kärntner Fischereimuseum liegt an einer in der Vergangenheit sehr wichtigen Stelle. Namensgebend war die unmittelbar daneben liegende Steiner-Brücke über den Seebach dem westlichen Abfluss des Millstätter Sees, eine Flussquerung einer mindestens seit der Römerzeit benutzten Alpentransversale, die hier von der Händlerstation in Baldersdorf bei Molzbichl im Drautal vorbei an einem Passheiligtum am Wolfsberg weiter nach Kötzing und Gmünd führte.
Aufgrund seiner Position am Seeausfluss war beim Brugger-Haus einst der ergiebigste Platz für den Fischfang am Millstätter See. Mittels Fischzaun, den Lachsrechen oder Lachsenfürschlag, konnte man hier die Lachse ohne großen Aufwand fangen. Sogar der Wasserstand des Sees konnte zu Fischereizwecken reguliert werden, was immer wieder zu Streitereien mit den Bauern in Döbriach am anderen Seeende führte. Insbesondere im 18. Jahrhundert schien der Konflikt zwischen den Fischern der Ortenburger und den Bauern unter der Grundherrschaft Millstatt eskaliert zu sein. Die Vermittlungen des Hofrichters sowie des Superiors von Stift Millstatt halfen nichts. 1724 war der See wieder „aufs halbe feldt heraufgestandten, mithin alles ertrunkhen“. Eine Bauerndelegation stellte fest, dass es einen neuen, höheren Fürschlag gab: „Einmal wegen der vilen Fundstein und dann wegen der grossen Täsen, die hinein seyn gehenkht worden, das wasser zu heben, um einen ganzen Paumb hecher war das Zimmerwerk.“ 1725 änderte sich nichts, und die Bauern griffen zur Selbsthilfe und zerstörten die Hälfte des Fürschlags. Der „agress Angriff“ wurde als Landfriedensbruch gewertet, und die Bauern mussten demütig Abbitte leisten.
Erstmals urkundlich fassbar wird das Brugger-Anwesen im Jahre 1084, als der Hof Kraut „curtis Chrowat“ mit Fischrechten von einem Werenher, der im Ortsnamen Wirlsdorf nachklingt, dem Stift Reichersberg in Oberösterreich geschenkt wird. Wahrscheinlich war dieser ausgezeichnete Kontroll- und Fischfangplatz schon lange davor in Verwendung. Hier an der Bucht, dem westlichsten Punkt des Millstätter Sees endet der Wasserweg über den See, der früher viel wichtiger war. Die heutige Millstätter Straße entlang des Sees gibt erst einige hundert Jahre. Die Alte Römerstraße führte über den Millstätter Berg. Ab etwa dem Jahr 1100 wohnten im Brugger-Haus die Seefischer der Grafschaft Ortenburg, welche dort und in Millstatt erstmals um 1450 erwähnt wurden. Aufgrund des Fleischmangels in alter Zeit und der christlichen Fastenzeit, Fischfleisch war erlaubt, war die Fischwaid immer ein wichtiges Recht einer Grundherrschaft. In einer Urkunde über die rund drei Kilometer entfernte Burg Sommeregg heißt es: „Sommereck hat vom Schloss auf sein Aigen art Vischwaid. Der Vischer soll alle vastag aufs Schloss visch tragen in khauf..“
Gegenwärtig spielt die Erwerbsfischerei um den Millstätter See nur mehr für den Bereich Gastronomie eine Rolle. Bis in das beginnende 20. Jahrhundert zählten Fischzucht und -handel aber zu einer bedeutenden Einnahmequelle der Bevölkerung. Durch Flussregulierungen und Kraftwerksbau fand die Wanderung der Lachse aus dem Meer ins Süßwasser zu ihrem Geburtsort ihr Ende. Gegenwärtig sind auch die Reste des ehemaligen Lachsrechens, der 1638 erstmals erwähnt wurde und im Wasser vor der Brücke zu sehen war, schon verschwunden.
Das Gebäude selbst wurde etwa um 1610 im Stil eines typischen Kärntner Rauchstubenhauses mit Steildach erbaut. Die Rauchstube stellte mit einem großen offenen Herd den Hauptwohn- und Arbeitsraum dar. Der Schlot im Flur diente gleichzeitig auch als Räucherkammer (süddeutsch, österr.: Selche) für die Lachse, die im Rechen neben dem Haus gefangen wurden. 1918 kaufte Baron Klinger von Klingerstorff vom Fürsten von Porcia das Schloss Porcia in Spittal, zu dem unter anderen das Seelehen mit dem Fischerhaus Brugger, der Gründe beim heutigen Klinger-Park sowie Fischereirechte am oberen See-Ende und dem Ausfluss und Teilen der Lieser gehörte.

## Geschichte des Museums
Seeboden erlebte in den 1970er Jahren den Höhepunkt des Massentourismus. Um den Abriss des heruntergekommenen Gebäudes zu verhindern, schenkte Freiin Gabrielle Klinger Klingerstorff geb. Gräfin van der Straten-Ponthoz die Liegenschaft im Juni 1979 dem Verein Bezirksheimatmuseum Spittal/Drau (Museum für Volkskultur). Als Auflage wurde u. a. festgehalten:

„Der Geschenknehmer ist verpflichtet, im Fischerhaus Brugger ein Fischereimuseum einzurichten und zu erhalten, sowie dieses Museum der Öffentlichkeit in angemessener und ortsüblicher Weise zugänglich zu machen. Der Geschenknehmer ist aber berechtigt, den Vertragsgegenstand jederzeit an eine Gebietskörperschaft, einen Verein, oder sonstiger juridischer Person nach Wahl des Geschenkgebers zu übereigenen, sofern sich dieser Übernehmer zur Erhaltung und Weiterführung des Fischereimuseums verpflichtet und die obige Auflage übernimmt.“

Mittels Konzept und Organisation der freiwilligen Geld-, Sach- und Arbeitsspenden durch Helmut Prasch, des vielseitigen Oberkärntner Museumsgründers, wurde 1980 das 1. Kärntner Fischereimuseum eröffnet. 1996 erfolgte eine inhaltliche Neugliederung durch Fritz Rathke. Das Fischereimuseum war mit dem Österreichischen Museumsgütesiegel des ICOM-Österreich (International Council of Museums, Nationalkomitee Österreich) und des Österreichischen Museumsbund ausgezeichnet. 2008 verkaufte der Verein das Fischereimuseum an die Gemeinde Seeboden, welche das Museum für das Tourismusprojekt WasserLeben am Millstätter See erwarb. Die Gemeinde Seeboden hat den Museumsbetrieb jedoch schon Ende 2009 eingestellt. Aufgrund der Privatinitiative der Familien Karl Winkler (Baumschule) und Cattina und Wolfgang Leitner (Camp Royal X) unter Beratung des Lokalhistorikers Axel Huber wurde das Museum am 26. August 2011 wiedereröffnet.

## Das Fischerhaus Brugger als Museum
Das alte Kärntner Bauernhaus wird im Erdgeschoß durch die Lab’m, dem Vorhaus, früher mit Erdboden, betreten. Im südöstlichen Eck befindet sich die alte Rauchküche mit einer Lachs- und Speckselche. Zum Haus gehörte früher auch noch ein Stallgebäude, das heute nicht mehr existiert. In der Rauchküche sind neben diversen Kochutensilien sowie im weiteren Gebäude Objekte der lokalen Fischerei wie Fischerboote, Fanggeräte, Fischpräparate, verschiedene Fotos und Schautafeln wie Skizzen vom Lachsen-Fürschlag mit Kalter, wie es ihn seit 1805 in Seebach gab, zu sehen. Dioramen und Urkunden dokumentieren Auseinandersetzungen um das Fischrecht. Ebenso Teil der Ausstellung ist die sakrale Kunst, bei der die Fischerei ein häufiges Motiv darstellt.
Ein Millstätter-See-Aquarium (7000 Liter) mit lebenden Fischen zeigte den Artenreichtum im See, in dem folgende Fischarten vorkommen: Regenbogenforellen, Reinanken, Saiblinge, Lauben (Ukelei), Rotaugen, Aitel (Döbel), Barben, Schleien, Karpfen, Welse, Hechte, Zander, Barsche und Aale.
Neben dem traditionellen Fischfang wird auch das Raubfischen veranschaulicht. Im ersten Stock ist eine breit gefächerte Auswahl an handgeschmiedeten Fisch-Stechern, die ausschließlich für die Raubfischerei verwendet wurden, zu sehen. Kärnten erhielt erst 1931 ein verbindliches Fischereigesetz. Solange die Fischerei ein Recht der Grundherrschaft war, gab es dezidierte Regeln für den Fischfang. Schonzeiten waren festgelegt, Aufstiegshilfen bei Mühlen und Wehranlagen vorgeschrieben. Die Verwendung von Reusen und nächtliches Fischen war verboten. Ferner war dem gemeinen Manne das Fangen von Krebsen ausdrücklich verboten. Mit der Aufhebung der Grundherrschaft 1848 entstand vielerorts eine völlige Freiheit des Fischfangs. Erst 1885 wurde ein Reichsfischereigesetz erlassen. In der Zwischenzeit gab es einen unkontrollierten Raubbau am Fischbestand.
Alte Wassersportgeräte dokumentieren den aufkommenden Tourismus. Nach dem Zweiten Weltkrieg entstand die Sport-Taucherei, die durch die Filme vom Hans Hass sehr populär wurde. In den 1950er und 1960er Jahren gehörte eine Harpune bzw. ein Speer zur Grundausrüstung der Sporttaucher. Die Folge sind leergefischte Gewässer, wo immer es Massentourismus gibt. Stattdessen haben sich Unterwasserfilm- und Fotobewerbe etabliert. Eine Auswahl von industriell erzeugten Harpunen sowie Tauchmasken und Schnorchel sind im Museum zu sehen.
Das Museum gibt einen Überblick über die Schifffahrt am Millstätter See. Neben dem Fischerhaus stand die letzte vom Millstätter See erhaltene Plätte, ein Boot zum Transport großer Güter, die bereits mit einem Dieselmotor betrieben war. Sie wurde leider im Juni 2010 entsorgt. Ab 1890 wurde mit dem Tourismus auch die Personenschifffahrt interessant, und der erste Dampfer mit Petroleum nahm seinen Betrieb auf.
Im Fischereimuseum Seeboden waren seit 1980 drei Einbäume ausgestellt, wobei zwei im Weißensee gefunden worden sein sollen. Einer der Einbäume stammt aus der ersten Hälfte des 7. Jahrhunderts nach Christus, einer Zeit, aus der nahezu keine historischen Schriftquellen existieren. Einer der Einbäume wurde im Wörthersee gefunden. Erst aus den 590er Jahren ist bekannt, dass der bayrische Herzog Tassilo I. Heereszüge in die Provinz der Slawen im Oberen Drautal führte.